# Шпрётау
Шпрётау (нем. Sprötau) — община в Германии, в земле Тюрингия. 
Входит в состав района Зёммерда. Подчиняется управлению Ан дер Марке.  Население составляет 820 человек (на 31 декабря 2010 года). Занимает площадь 8,02 км².